# لياج
لياج أو لياجة (بالفرنسية:  Liège)‏، مدينة بلجيكية تقع شرق بروكسل في الإقليم الوالوني. وهي أيضا عاصمة للإقليم الدي يحمل نفس الاسم إقليم لياج Province de Liège أحد الأقاليم الأحد عشر في التقسيم الإداري البلجيكي.
يُنطق اسم المدينة حسب اللغات: ليدج بالعامية الوالونية، لياج باللغة الفرنسية، لُويك Luik بالهولندية ولوتيش Lüttich بالألمانية.
ذكرها الإدريسي في نزهة المشتاق في اختراق الآفاق: «ومن مدينة ماص أيضا إلى لياجة مائة ميل ومدينة لياجة مدينة حسنة في جزيرة من النهر والنهر قد أحاط بها من كل ناحية وبها أسواق وصناعات كافية ومن مدينة لياجة بين شمال وغرب إلى مدينة قمراي سبعون ميلا»

## التاريخ
من مشاهير مدينة لياج البلجيكية هو الكونت فلوريموند دي ميرسي وكان السفير النمساوي لدى بلاط فيرساي وكان الملاك الحارس للأرشيدوقة النمساوية ماريا أنطونيا فون هابسبورغ لورين فيما بعد أصبحت ولية عهد فرنسا ونافار أميرة فيرساي ماري إنطوانيت دي بوربون زوجة ولي عهد فرنسا ونافار لويس أوغست دي بوربون كونت دي بيري وكان الكونت دي ميرسي العين الساهرة للأميرة ماري إنطوانيت والنصح الأمين لها بوصاية والدتها إمبراطورة النمسا ماريا تيريزا ولحين توجت ملكة قرينة لفرنسا ونافار وبعد وفاة والدتها أيضا في 29 نوفمبر عام 1780م ولغاية نشوب الثورة الفرنسية (الماسونية بامتياز) نفي إلى إنجلترا وبقي هناك سفيرا للنمسا لغاية إعدام الملكة الشجاعة ماري إنطوانيت المظلومة والبريئة في ظهيرة 16 أكتوبر عام 1793م.

## الجغرافيا
مساحة مقاطعة لياج تبلغ 6939 هكتار موزعة على 28 % مناطق حضرية و 22 % من المياه والطرق العامة و 21 % من الغابات و 11 % من المناطق الزراعية و 5 % من مناطق الصناعية.
يقطع نهر الميز المدينة ويبلغ طوله في المدينة 12 كيلو متر وإضافة إلى النهر توجد في المدينة قنوات عديدة منها قناة ألبرت التي افتتحت في سنة 1939 وطورت في عام 1997 لتصل لذروة الطاقة الإنتاجية 9000 طن لتربط لياج وأنتويرب مع بعضها.
كما أن مقاطعة لياج تحتوي على ثلاث أنماط جغرافية حيث شمال المقاطعة زراعي بارتفاع (160-200 متر) وشرق المقاطعة على شكل جبلي تحتوي على أشجار الفواكه والمناظر الطبيعية الجبلية بارتفاع (200-320 متر) تسمى مرتفعات هيرفيه وجنوبها على مرتفعات وغابات أردين الكثيفة بارتفاع (200-280 متر). وتحتوي المدينة على نشاط زلزالي حيث ضرب في القرن الماضي بقوة 5 درجات.

## المناخ
يعتبر مناخ هذه المنطقة هو مناخ غرب أوروبا المعروف بالمطر على طول السنة وقد يزداد شدة المطر في فصل الشتاء وتتأثر لياج بألمانيا شرقا بسبب قربها منها وتعتبر درجات الحرارة في الصيف من الدرجات المعتدلة ففي أيام نادرة قد تصل إلى أكثر من 35 مئوية سلزية أما باقي الأيام الاعتيادية فهي في متوسط ال25. أما في الشتاء فتنخفض الدرجات إلى ما دون الصفر المئوي.

## البنية التحتية
تمتلك لياج بنية تحتية قديمة لم تتأثر بتبعات الحرب العالمية الأولى فحافظت على تراثها القديم ورغم ذلك سوف ترى البناء الجديد في محطتها العالمية للقطارات وبرجها التجاري وساحة لياج الشهيرة.

## التعليم
تمتلك لياج جامعة رصينة تعرف باسم جامعة لياج وهي في المرتبة الثالثة في بلجيكا تدرس فيها أغلب اختصاصات العلوم والرياضيات والتدريس في اللغة الفرنسية وأيضا في اللغة الألمانية كأقلية.

## الصحة
تحتوي لياج على مستشفى جامعة لياج وهي أكبر المستشفيات في منطقة لياج وتحتوي على 925 سرير و 5000 موظف وتحتوي جميع قراها ومدنها على أطباء خصوصي ومستشفيات خاصة لكن الضمان الصحي من يتولى الدفع عن المواطنيين والمقيمين كجزء من طريقة بلجيكا في الضمان الصحي المتميز.

## المواصلات
توجد في المدينة شبكة عملاقة من النقل عبر القطارات والباصات وتربط محطة لياج الرئيسية Liège Guillemins StatioN كل من فرانكفورت وآخن وبروكسل وماستريخت وباريس ولندن وأمستردام عبر قطارات يوروستار والخطوط النقل البلجيكي والأوروبي.
كما أن المحطة تربطها شبكة حافلات تربط جميع القرى والضواحي مع بعضها تديرها شركة TEC.

## السياحة

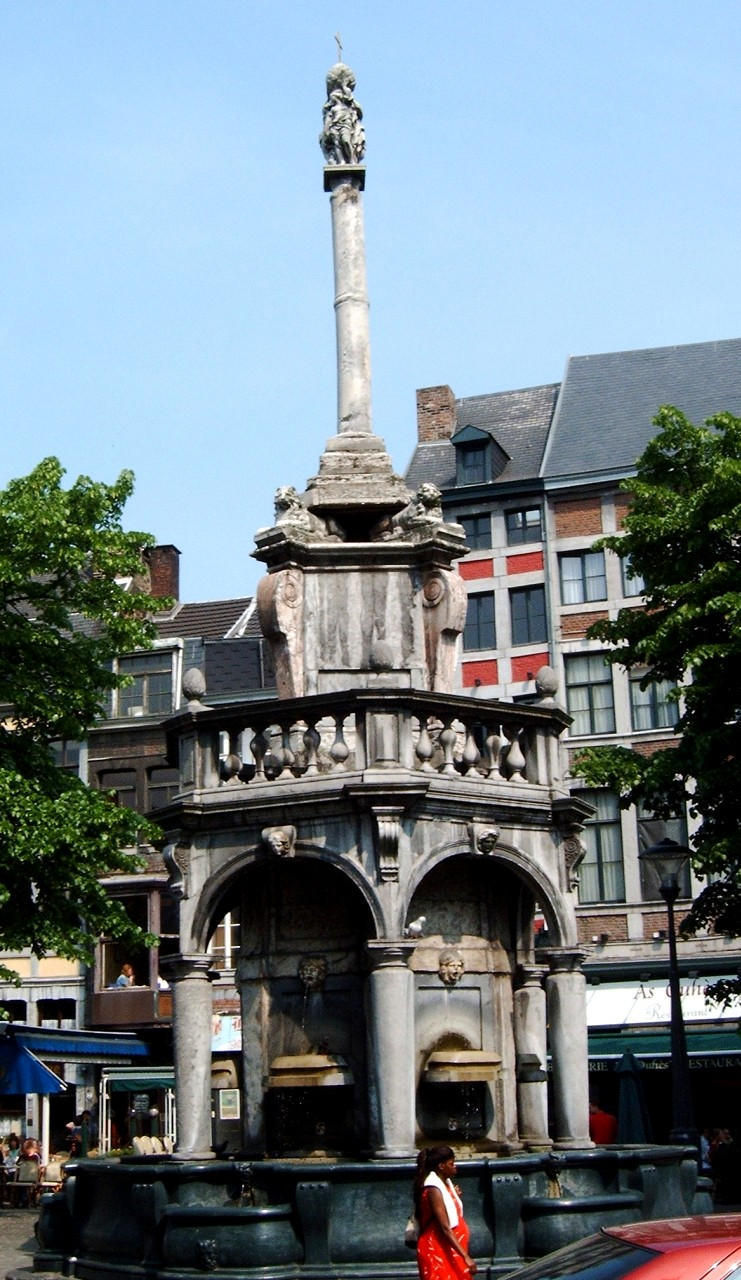
نافورة في ساحة السوق

يوجد في قلب المدينة ساحه القديس لايمبيرت مقر بلدية لياج وأسواق وسط المدينة وكما يحتوي على دار الأوبرا ومتحف التأريخ القديم ويحتوي أيضا على أطول السلالم في بلجيكا لرؤية لياج من فوق السلالم وكما يمر من قربها نهر الميز ومحطة القطار لياج بالاس. كما توجد في مدينة لياج متعة التسوق مع médiacité الذي يحتوي على الماركات التجارية العالمية ويوجد أيضا حدائق على طول نهر الميز وممرات للدراجات لظمان أكثر وقت من المتعة.

## الاقتصاد
تعتبر لياج العاصمة الاقتصادية لوالونيا حيث كانت لياج في القرن التاسع عشر مدينة صناعية كبيرة معروفة على جميع أوروبا الغربية ولكن في وقت مبكر من عام 1960 تعرضت المدينة إلى انتكاسة وانخفاض الصناعة بعدما أصبحت المصانع قديمة ومتهالكة واعتماد المدينة على النقل والاستيراد، وكما تحتوي المدينة على ثاني أكبر ميناء داخلي نهري في غرب أوروبا.

## السكان
DeGage
يبلغ عدد السكان المنطقة الحضرية القديمة من لياج 196,970 نسمة وجميع سكان لياج بأكثر من 600 ألف نسمة بين القرى والمدن، وتعرف بالتجمع الأول في إقليم والونيا بعدد السكان وثالث أكبر مدينة في بلجيكا بعد بروكسل وأنتويرب.

## المؤسسات
لياج هي العاصمة الاقتصادية لوالونيا. لياج هو أيضا مركز القرار. وهذا ينطوي على تمثيل كبير من المقر الرئيسي في المدينة حيث أكثر من نصف العاملين في لياج لموظفي الخدمة المدنية وهذا يفسر العدد الكبير من المؤسسات في لياج مثل الجامعات والمتاحف والمسارح والفنون والنقل وأيضا من حقيقة أن لياج تستضيف كل مؤسسات مقاطعة لياج. اليوم، قطاع الخدمات يوظف 80٪ من فرص العمل والقطاع العام تفوق القطاع الخاص في الواقع، لياج ليست فقط المركز الأكاديمي كبيرة ولكن أيضا المركز الإداري الرئيسي (مقر حكومة المقاطعة، مقر المؤسسات الاقتصادية لمنطقة والون وعلى وجه الخصوص مجلس الاقتصادي والاجتماعي). في الواقع، فإن المدينة لا تزال العاصمة الاقتصادية لإقليم والونيا. وأول من ساهم في تطور هذه المدينة هو جان موريس أول رئيس حكومة في والون ساهم في هذا التطور بشكل حاسم. وهي أيضا مركز رئيسي القضائي مع واحدة من خمس محاكم الاستئناف في بلجيكا والمحاكم التي تعتمد عليها، وأكبر مستشفى (ثلاث مستشفيات رئيسية بما في ذلك المستشفى الجامعي وعشرات العيادات). أخيرا لياج تمتلك أكثر من 6000 من المتاجر والمقاهي والمطاعم، ومركزا كبيرا للتجارة.

## المدن المتوأمة مع مدينة لياج عبر العالم
- نانسي (Nancy)، فرنسا، 1954
- ماستريخت (Maastricht)، هولندا، 1955
- آخن (Aachen)، ألمانيا، 1955
- روتردام (Rotterdam)، هولندا، 1958
- تورينو (Torino)، إيطاليا، 1958
- كولونيا (Köln)، ألمانيا، 1958
- إش سور آزلت (Esch-sur-Alzette)، اللوكسمبورغ، 1958
- ليل (Lille)، فرنسا، 1958
- طنجة (Tanger)، المملكة المغربية، 2006
- كراكاو (Krakow)، بولندا، 1978

## أعلام وشخصيات مدينة لياج
من القرن العاشر حتى القرن الثالث عشر
- الأمير الراهب نوتجر Notger، أول حاكم لإمارة لياج.